# Сенин, Михаил Андреевич
Михаи́л Андре́евич Се́нин (24 июля 1925 год село Косынь Калужской губернии — 6 октября 1997 Самара) — советский тренер по футболу и русскому хоккею, футбольный судья.

## Биография
Михаил Сенин родился в селе Косынь Козельского уезда Калужской губернии. Перед войной семья проживала в Запорожье. В 1942–1943 годах пришлось пережить фашистскую оккупацию. После освобождения города 18-летний Михаил Сенин ушёл добровольцем на фронт. Воевал вначале в роте автоматчиков, потом был пулемётчиком.
Сенин трижды был ранен, последнее ранение в мае 1944 года было особенно тяжёлым, он стал инвалидом и был уволен из рядов вооруженных сил.
Михаил Сенин начал работать тренером в спортивном клубе куйбышевского «Динамо» в 1948 году. Работал с детской и юношескими командами. Летом учил азам футбола школьников, от желающих заниматься в футбольной секции не было отбоя. Зимой был трениром по хоккею с мячом. 
В 1955 году юношеская сборная города Куйбышева под руководством Сенина стала чемпионом Советского Союза по хоккею с мячом, в том составе сборной выступали четыре его воспитанника: Хусаинов, Бреднев, Поляйкин и Стародубцев.
Воспитанников Сенина Галимзяна Хусаинова и Владимира Бреднева звало играть в «бенди» московское «Динамо».
Когда динамовцы в 1957 году "прикрыли" футбол, он перешёл в клуб «Волга».
В 1969 году он окончил Центральный институт физкультуры в Москве.
С 1959 по 1973 года был главным судьёй (республиканская категория) футбольных матчей второго и третьего дивизиона первенств страны и матчей КФК. Был ассистентом судьи на линии на 4 матчах высшей лиги Чемпионата СССР:
- 31 октября 1959: «Крылья Советов» (Куйбышев) — «Динамо» (Тбилиси)	1:2[6]
- 11 сентября 1963: «Торпедо» (Кутаиси) — «Спартак» (Москва) 0:1[7]
- 3 октября 1967: «Кайрат» (Алма-Ата) — «Спартак» (Москва) 1:0[8]
- 27 августа 1969: «Динамо» (Москва) — «Зенит» (Ленинград) 4:1[9].

После ухода с должности тренера и до ухода на пенсию работал преподавателем физкультуры в школе-интернате.
В 1992 году за воспитание футболистов высокого класса присвоено звание Заслуженный тренер России.

Михаил Андреевич учил нас играть и в футбол, и в русский хоккей. Одни и те же ребята играли летом в футбол, зимой — в хоккей.
Сенин привил нам безграничную любовь к спорту, к тяжёлому футбольному ремеслу, научил полной самоотдаче, целеустремленности в достижении победы.
Владимир Бреднев.

## Воспитанники
- Галимзян Хусаинов[11] — Заслуженный мастер спорта СССР, игрок сборной СССР, вице-чемпион Европы (1964), чемпион СССР (1962, 1969) и обладатель Кубка СССР (1963, 1965, 1971)[12]
- Борис Казаков — Мастер спорта СССР, игрок сборной СССР, бронзовый призёр чемпионата СССР (1964, 1965)[13]
- Владимир Бреднев — Мастер спорта СССР, чемпион СССР (1965) и обладатель Кубка СССР (1968). Впоследствии дипломат
- Борис Кох — Мастер спорта СССР, игрок молодёжной сборной СССР, финалист Кубка СССР (1964)
- Александр Гулевский — Мастер спорта СССР, Заслуженный тренер УССР, финалист Кубка СССР (1953)
- Виктор Кирш — Мастер спорта СССР, Заслуженный тренер РСФСР[14], финалист Кубка СССР (1953)[15]
- Бронислав Варнаков — Мастер спорта СССР
- Борис Спиркин — Мастер спорта СССР[16]
- Анатолий Тыряткин — серебряный призёр Чемпионат Вооружённых Сил СССР по футболу (1971), главный тренер «Торпедо» (Тольятти) и «Нефтяник» (Уфа)
- Михаил Минеев — игрок «Крыльев Советов»[17]
- Владимир Петров — игрок «Крыльев Советов»

А также других игроков «Крыльев Советов», выступавших в высшей и первой лиге: Николая Вакулича и Валерия Ревтова.
Большая группа футболистов, воспитанных тренером Михаилом Сениным, выступала в куйбышевском «Металлурге» в классе «Б» и во второй группе класса «А» (Всеволод Нурдин, Вячеслав Поляйкин, Николай Шадчинев, Валерий Тимощенко, Дмитрий Тюмкин, Владимир Харчев).
Стародубцев стал игроком по хоккею с мячом куйбышевской команды «Труд», которой помог выиграть турнир в классе «Б» в сезоне 1962/1963.

## Достижения
тренер
чемпионат СССР по хоккею с мячом среди юношей
- чемпион (1955)

## Судейская статистика
| Год   | Итого   | Итого    | Высшая лига СССР | Высшая лига СССР | Первая лига СССР | Первая лига СССР | Вторая лига СССР | Вторая лига СССР | КЛФ РСФСР | КЛФ РСФСР |
| Год   | Главный | Лайнсмен | Главный          | Лайнсмен         | Главный          | Лайнсмен         | Главный          | Лайнсмен         | Главный   | Лайнсмен  |
| ----- | ------- | -------- | ---------------- | ---------------- | ---------------- | ---------------- | ---------------- | ---------------- | --------- | --------- |
| 1959  | 1       | 1        | —                | 1                | —                | —                | —                | —                | 1         | —         |
| 1963  | —       | 1        | —                | 1                | —                | —                | —                | —                | —         | —         |
| 1964  | 2       | 1        | —                | —                | —                | 1                | 2                | —                | —         | —         |
| 1965  | 5       | —        | —                | —                | —                | —                | 5                | —                | —         | —         |
| 1966  | 1       | —        | —                | —                | 1                | —                | —                | —                | —         | —         |
| 1967  | —       | 1        | —                | 1                | —                | —                | —                | —                | —         | —         |
| 1969  | —       | 3        | —                | 1                | —                | 2                | —                | —                | —         | —         |
| 1970  | —       | 3        | —                | —                | —                | 2                | —                | 1                | —         | —         |
| 1971  | 3       | 2        | —                | —                | —                | 2                | 3                | —                | —         | —         |
| 1973  | 1       | —        | —                | —                | —                | —                | 1                | —                | —         | —         |
| ИТОГО | 13      | 12       | —                | 4                | 1                | 7                | 11               | 1                | 1         | —         |